# Konrad Schiffmann
Konrad Schiffmann (* 25. August 1871 in Grieskirchen; † 12. März 1941 in Linz) war ein österreichischer Historiker, Archivar und Bibliothekar.

## Leben
Konrad Schiffmann, Sohn eines Schuhmachers, wurde 1894 zum Priester geweiht und studierte ab 1895 an der Universität Innsbruck, unter anderem bei Joseph Seemüller, Germanistik, klassische Sprachen, Geschichte und Geographie. Ab 1901 unterrichtet Schiffmann am Bischöflichen Gymnasium Petrinum in Linz. Zusätzlich redigierte er ab 1904 die neu geschaffene Reihe Archiv für die Geschichte der Diözese Linz. 1908 wurde er mit der Leitung der Studienbibliothek Linz betraut, die seit ihrer Gründung im Jahr 1774 vom Stift Kremsmünster betreut worden war.
Im Auftrag der Österreichischen Akademie der Wissenschaften in Wien gab er eine Sammlung der mittelalterlichen Stiftsurbare Oberösterreichs heraus, was ihn zu ortsnamenkundlichen und siedlungsgeschichtlichen Arbeiten anregte, die ihm anfänglich sogar den Vorwurf der Slawomanie eintrugen. Die Ergebnisse seiner Forschungen fasste er schließlich in einem historischen Ortsnamenbuch für Oberösterreich zusammen, in dem er manche seiner umstrittenen Ansichten korrigierte. Er widmete sich aber auch der Geschichte des Bibliotheks-, Schul- und Theaterwesens, ferner quellenkundlichen Problemen.

## Bedeutung
Schiffmann erwarb sich durch den Neubau der Studienbibliothek und durch die Gründung des Diözesanarchivs in Linz bleibende Verdienste. Mit seinem Ortsnamenbuch schuf er ein noch heute unentbehrliches Nachschlagewerk, auf welchem die seit 1989 publizierte Reihe Ortsnamenbuch des Landes Oberösterreich von Peter Wiesinger, Karl Hohensinner und weiteren Autoren aufbaut.
In Grieskirchen wurde deshalb die Dr. Konrad Schiffmann-Straße ⊙ nach ihm benannt.

## Werke
Auswahl:
- Das Schulwesen im Lande ob der Enns bis zum Ende des 17. Jahrhunderts. In: Jahrbuch des Oberösterreichischen Musealvereines. Band 59, Linz 1901, S. 1–299 (zobodat.at [PDF]).
- Drama und Theater in Österreich ob der Enns bis zum Jahre 1803. In: Jahrbuch des Oberösterreichischen Musealvereines. Band 63, Linz 1905, S. 1–239 (zobodat.at [PDF]).
- Die mittelalterlichen Stiftsurbare des Erzherzogtums Österreich ob der Enns. 4 Bände, Wien 1912–1925.
  - I. Teil. Lambach, Mondsee, Ranshofen und Traunkirchen. Braumüller, Wien/Leipzig 1912 (landesbibliothek.at)
  - II. Teil. Garsten, Gleink, Kremsmünster, Schlierbach, Spital a. P. Braumüller, Wien/Leipzig 1912 (landesbibliothek.at)
  - III. Teil. Baumgartenberg, St. Florian, Waldhausen, Wilhering. Braumüller, Wien/Leipzig 1913 (landesbibliothek.at)
  - IV. Teil. Nachträge (Ranshofen und Traunkirchen) – Personen- und Ortsnamenregister – Glossar und Sachregister. Hölder-Pichler-Tempsky, Wien/Leipzig 1925 (landesbibliothek.at)
- Das Land ob der Enns. Eine altbaierische Landschaft in den Namen ihrer Siedlungen, Berge, Flüsse und Seen. Oldenbourg, München/Berlin 1922 (steyr.dahoam.net).
- Historisches Ortsnamen-Lexikon des Landes Oberösterreich. 3 Bände (landesbibliothek.at)
  - 1. Band (A–J). Jos. Feichtingers Erben, Linz 1935 (landesbibliothek.at)
  - 2. Band (K–Z). Jos. Feichtingers Erben, Linz 1935 (landesbibliothek.at)
  - Ergänzungsband. Nachträge, Erklärungen der Namen und Verweisungen. Oldenbourg, München/Berlin 1940 (landesbibliothek.at).